# Why Five - Y5
Why Five (a veces escrito Y5) fue una boy band española fundada en 2013 y de estilo pop comercial, cantando tanto en inglés como en castellano. El grupo era también conocido como La boyband de El Hormiguero ya que fue formada en el programa "El hormiguero 3.0" en Antena 3.

## Carrera
En junio de 2013, durante una de las emisiones del programa "El Hormiguero" en Antena 3, su presentador, Pablo Motos, desveló que estaban trabajando junto con el productor y músico Carlos Jean para crear una boy band española. Durante las semanas siguientes un equipo del programa recorrió España realizando varios cástines en distintas ciudades del país para encontrar a los futuros componentes del grupo. Después de terminar los cástines, comenzó el proceso de formación de la banda, que se realizó mediante varias audiciones, dirigidas por Carlos Jean, en el programa de televisión "El Hormiguero", en las cuales parte del equipo del programa, además de artistas invitados y el público desde sus casas, participaron en la elección de los miembros de la banda entre los distintos candidatos que se habían seleccionado durante los cástines previos. De esta forma, el público fue una parte activa del proyecto desde el mismo momento de su creación, votando a través de Twitter por sus finalistas favoritos en tiempo real durante varios programas. El 29 de octubre de 2013 se completó la formación de la banda, cuando se anunció la incorporación de su último miembro.
Además, los seguidores pudieron participar en la elección del nombre de la banda, votando entre varias opciones (Why Five, Shh, Five For One, Rayden y Forks) para que, finalmente, el nombre definitivo fuese anunciado en directo el 11 de noviembre de 2013 por Backstreet Boys, padrinos de la primera actuación de Why Five. Ese mismo día, la banda presentó su primer sencillo, "Going Up".
El 27 de enero de 2014, Why Five publicó su primer EP en formato físico con el nombre de "Why Five". Este contiene cuatro canciones, producidas por Carlos Jean y se presentaba como adelanto de un futuro álbum de la banda, sin embargo este álbum nunca se llegó a publicar.

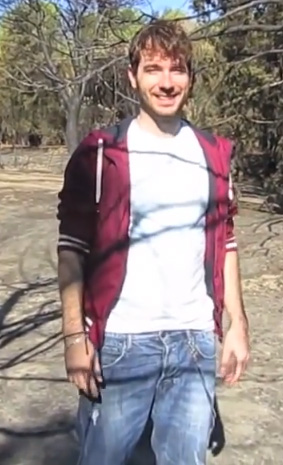
Christian Villanueva, uno de los integrantes del grupo

En octubre de 2014, Jorge, Mark y Alberto anunciaran su salida del grupo, dejando dentro de la formación a Christian y Fabio, que intentaron continuar con la banda componiendo canciones y preparando nuevos proyectos. Finalmente la boyband se disolvió en 2015.

## Miembros
- Fabio Arrante nació el 29 de octubre en Madrid.
- Christian Villanueva nació el 6 de abril en Barcelona.
- Jorge Ansótegui nació el 5 de julio en Logroño, La Rioja.
- Marc Dylan Herrera nació el 18 de agosto  en Barcelona.
- Alberto L. G. nació el 7 de julio  en Barcelona.